# Makki di roti
Makki ki roti és un pa pla i sense llevat del North India fet de farina de blat de moro, principalment es menja al i a l'Índia. Com molts dels rotis es panifica a una tava.
Makki ki roti significa "pa de blat de moro" en idioma indian. El makki ki roti és de color groc i és més difícil de pastar que el roti de farina de blat.
Makki ki roti es fa generalment durant l'hivern del North India i acompanya sovint el saag i makkhan (mantega). A Uttar Pradesh, es menja amb espinacs i mantega afegida.